# Lanterne (fiume)
La Lanterne è un fiume francese, importante affluente sulla sinistra orografica della Saona.

## Geografia
Il fiume nasce nel "Parco Naturale dei Ballons des Vosges", nel territorio del comune La Lanterne-et-les-Armonts, dipartimento dell'Alta Saona. Il suo percorso inizia nella direzione est-ovest, quindi sudest-nordovest, sud-nord ed infine nord-nordovest. Essa raccoglie abbondanti acque dagli affluenti settentrionali provenienti dai Vosgi. Passa a sud di Luxeuil-les-Bains e di Saint-Loup-sur-Semouse.
Circa 1.000 spechi d'acqua interrompono il suo corso, particolarmente sul "Plateau des Mille Étangs", nel massiccio dei Vosgi.
Essa confluisce nella Saona presso Conflandey, subito dopo la stazione idrologica di Fleurey-lès-Faverney.
Numerose derivazioni si trovano lungo il suo corso, utilizzate una volta per attingere acqua potabile, irrigare campi, alimentare mulini ad acqua, ecc.
Un guado ne permette l'attraversamento a Faverney. A questo scopo esiste anche un sistema di traghetto con battelli a fondo piatto ed infine è attraversata anche da un ponte.

## Idrologia
La portata media annua del Lanterne, determinata su osservazioni di 45 anni a Fleurey-lès-Faverney (dal 1964 al 2008 è di 22,1 m³ al secondo per una superficie del suo bacino di 1020 km², con punte invernali da 32,4 a 37.3 m³ al secondo, da dicembre a marzo inclusi, e delle fasi di magra fra luglio e settembre, con portata minima di 6.86|m³ al secondo come media mensile di agosto..
Portata media mensile (in m³/s) misurata alla stazione idrologica di Fleurey-lès-Faverney – dati calcolati su un periodo di 45 anni

## Comuni attraversati
La Lanterne bagna i territori dei seguenti comuni:
- La Lanterne-et-les-Armonts,
- Belmont
- Lantenot
- Linexert
- Franchevelle
- Quers
- Citers
- Ailloncourt
- La Chapelle-lès-Luxeuil
- Baudoncourt
- Éhuns

- Sainte-Marie-en-Chaux
- Ormoiche
- Briaucourt
- Conflans-sur-Lanterne
- Bassigney
- Bourguignon-lès-Conflans
- Mersuay
- Faverney
- Fleurey-lès-Faverney
- Amoncourt
- Conflandey

## Affluenti
La lanterne è alimentata dai seguenti corsi d'acqua:
- ruisseau du Lambier
- ruisseau du Vay de Brest
- ruisseau du Bas
- le Breuchin, i cui affluenti sono:
  - ruisseau de Tampa
  - ruisseau de Croslière
  - le Raddon
  - le Beuletin
  - le Morbief
- la Rôge
- la Semouse, i cui affluenti sono:
  - l'Augronne,
  - la Combeauté,
  - ruisseau du Hallot
  - ruisseau du Chânet
  - ruisseau des Caleuches
- le Planey, che nasce ad Anjeux ed è una risorgiva delle perdite della Semouse al livello di Saint-Loup-sur-Semouse, alimentata da:
  - le Dorgeon
  - ruisseau du Chânois
  - ruisseau des Auvets
- ruisseau de Meurcourt
- ruisseau de Courcelles